# 施特尔多夫
施特尔多夫是德国石勒苏益格－荷尔斯泰因州的一个市镇。总面积7.41平方公里，总人口127人，其中男性69人，女性58人（2011年12月31日），人口密度17人/平方公里。